# 小川進 (実業家)
小川 進（おがわ すすむ、1925年9月15日 - 2009年5月14日）は、日本の経営者。愛知県出身。

## 来歴・人物
1948年に京都大学法学部を卒業し、同年に東邦ガスに入社。1975年3月に取締役に就任し、常務、専務を経て、1984年6月に社長に就任し、1994年6月には会長に就任。2000年6月から相談役を務めた。
1986年11月に藍綬褒章を受章し、1990年11月に勲二等旭日重光章を受章。
2009年5月14日肺炎のために死去。83歳没。